# Baie de Chantrey
La baie de Chantrey est une baie au Nunavut, Canada. C'est là que la rivière Back rejoint l'océan Arctique, à l'est de la péninsule Adelaide. La baie comprend l'île de Montréal.